# Кавриана
Кавриа̀на (на италиански и на местен диалект: Cavriana) е малко градче и община в Северна Италия, провинция Мантуа, регион Ломбардия. Разположено е на 170 m надморска височина. Населението на общината е 3914 души (към 2014 г.).